# Gloria Nord
Gloria Nord (2 de agosto de 1922 - 30 de diciembre de 2009), nacida como Gloria Nordskog, fue una patinadora sobre ruedas, patinadora sobre hielo y chica pin-up estadounidense que llegó a ser conocida como "Sonja Henie sobre ruedas", y "la Sonja Henie de las pistas de patinaje". Se dice que Nord fue "adorada por millones de personas en las décadas de 1940 y 1950 por su delicadeza balística y su extravagancia teatral".

## Biografía
Nord creció en Santa Mónica y Hollywood, California. Nord era la menor de los cinco hijos de Andre Nordskog, un conocido cantante de conciertos. Nord estudió danza y, a los 15 años, ya era una artista infantil establecida. Asistió a la Miss Long's Professional School, una escuela para niños de teatro en Hollywood.
La aspiración de Nord de convertirse en cantante, bailarina y actriz de Broadway cambió cuando el propietario del cine, Sid Grauman, abrió el Hollywood Roller Bowl. A las tres semanas de la apertura del bol, Nord estaba dando exhibiciones de patinaje sobre ruedas. A los 18 años, Nord, que medía 157 cm. y pesaba 52 kg. fue descubierta por Edward W. Smith—publicador y editor de Skating Review Magazine— y estuvo de gira por Estados Unidos y apareciendo en películas de patinaje. En 1942, el promotor de boxeo Harold Steinman vio actuar a Nord y le pidió prestados 10.000 dólares para crear el "Skating Vanities", un espectáculo itinerante en el que participaban Nord y otros 100 patinadores. Nord fue el principal intérprete de "Skating Vanities" desde 1942 hasta principios de la década de 1950. El "Skating Vanities" protagonizado por Nord atrajo a más de un millón de personas durante sus dos primeras giras por 20 ciudades. En 1943, el escritor deportivo sindicado Harry Grayson describió el impacto que Nord tuvo en el deporte:
Esta pequeña dama significa mucho para los 15.000.000 de patinadores del país. Hay 4.000 pistas de patinaje en el país frente a menos de 200 pistas de hielo, 20 patinadores por cada patinador sobre hielo. El patinaje sobre ruedas, que antes era el deporte de los rudos, ha sido adoptado por los mejores de todas las edades.
En 1944, Nord apareció en una escena de patinaje con Betty Grable en la película "Pin Up Girl". La propia Nord se convirtió en una popular chica pin-up entre los soldados estadounidenses durante la Segunda Guerra Mundial.  El programa de espectáculos de 1945 para "Skating Vanities" incluía lo siguiente de un perfil sobre Nord:
La encantadora Gloria Nord, bailarina de 21 años de "Skating Vanities", tiene un doble derecho a la fama.  No sólo es reconocida como la mejor bailarina de Estados Unidos, sino que también es una de las chicas más bellas del país.  Su rostro y su figura han adornado publicaciones nacionales como The Saturday Evening Post, Look, Pic, el New York Sunday News y otras.  Ha sido aclamada por su patinaje en solitario en la película acertadamente titulada "Pin-Up Girl".  Y sus fotografías han sido solicitadas por militares estadounidenses de todo el mundo.
En la década de 1950, Nord se dedicó al patinaje sobre hielo y participó en producciones en el Wembley Arena de Londres. En 1953, Nord ofreció una actuación de mando ante la Reina Isabel II. Nord realizó una gira por Europa y Australia con sus revisiones de patinaje y continuó actuando hasta principios de los años 60. Nord vivió en Mission Viejo, California en sus últimos años. Murió en Mission Viejo en diciembre de 2009 a la edad de 87 años.